# Umocnienie Duże Twierdzy Zegrze

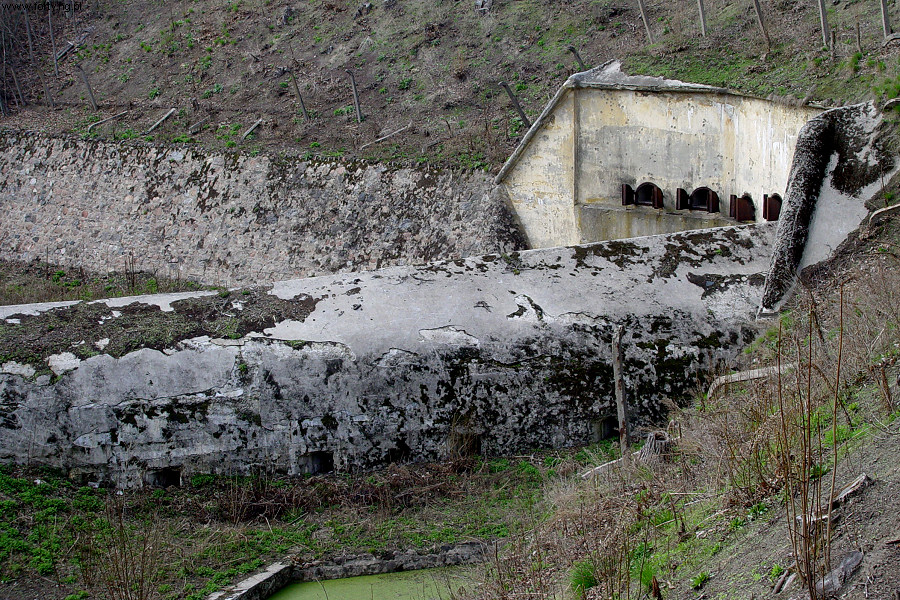
Fragment fortyfikacji

Położenie Umocnienia Dużego w Twierdzy Zegrze

Umocnienie Duże (Fort „Ordon”) – jeden z fortów rosyjskiej Twierdzy Zegrze. Obecnie jest własnością NBP.
W latach 20. XX w. w forcie miał swoją siedzibę Centralny Zakład Gazowy Nr 1.